# Представление формы функцией
Представление форм функцией (англ. Function Representation, FRep или F-Rep) используется в моделировании трёхмерных тел, и компьютерной графике. Подход FRep был представлен в статье «Моделирование форм с использованием вещественных функций» как унифицированный метод представления геометрических объектов (форм). Объект как множество точек в многомерном пространстве определяется единой вещественной функцией от координат точки {\displaystyle f(x_{1},x_{2},...,x_{n})}, которая вычисляется в данной точке процедурой прохождения по дереву, содержащему в листьях примитивы. Точки, для которых {\displaystyle f(x_{1},x_{2},...,x_{n})\geqslant 0}, принадлежат объекту, а точки, для которых {\displaystyle f(x_{1},x_{2},...,x_{n})<0}, находятся вне объекта. Множество точек, для которых {\displaystyle f(x_{1},x_{2},...,x_{n})=0}, называется изоповерхностью.

## Геометрическая область определения
Геометрической областью определения FRep в трёхмерном пространстве включает модели тел, не являющиеся многообразиями, и объекты меньшей размерности (поверхности, кривые, точки), определённые как нули функции. Примитив может быть определён уравнением или как «чёрный ящик», то есть процедурой, вычисляющей значение функции по координатам точки. Тела, ограниченные алгебраическими поверхностями, кусочные неявные поверхности, процедурные объекты (такие как сплошной шум), и вокселные объекты могут быть использованы в качестве примитивов (листьев дерева). В случае вокселного объекта (дискретного поля) он должен быть преобразован в непрерывную вещественную функцию, например, с помощью трилинейной интерполяции или интерполяции более высокого уровня.
Многие операции, такие как теоретико-множественные, смешение, смещение, проекция, нелинейная деформация, преобразование (метаморфозы), выметание и другие, для этого вида представления переформулируются таким образом, что они превращаются в непрерывные вещественные функции, что гарантирует свойство замкнутости представления.  R-функции, введённые в статье В. Л. Рвачёва «Об аналитическом описании некоторых геометрических объектов» обеспечивают {\displaystyle C^{k}} непрерывность для функций, определяющих теоретико-множественные операции (функции min/max являются частными случаями). Ввиду этого свойства результат любых поддерживаемых операций может использоваться как входные данные следующих операций. Таким образом могут быть созданы очень сложные модели. Моделирование FRep поддерживается специализированным языком HyperFun.

## Модели форм
FRep комбинирует и обобщает различные модели, такие как 
- алгебраические поверхности
- кусочные неявные поверхности
- Теоретико-множественные тела или конструктивную блочную геометрию, КБГ (англ. Constructive Solid Geometry, CSG)
- сглаживания
- трёхмерные объекты
- параметрические модели
- процедурные модели

Более общее понятие «конструктивный гиперобъём» позволяет моделирование многомерных множеств точек с атрибутами (объёмные модели для трёхмерного случая). Геометрия множества точек и атрибуты имеют независимые представления и обрабатываются единообразно. Множество точек в геометрическом пространстве любой размерности является основанное на FRep геометрической моделью реального объекта. Атрибут, также представленный вещественной функцией (не обязательно непрерывной), является математической моделью свойства объекта произвольного вида (материал, фотометрические, физические, медицинские и другие свойства). Концепция «неявного комплекса», предложенного в статье «Сотово-функциональное моделирование разнородных объектов», даёт основу для включения геометрических элементов разной размерности путём комбинирования многоугольных, параметрических и FRep-компонент в единую сотово-функциональную модель разнородного объекта.